# Astragalus acutirostris
Astragalus acutirostris är en ärtväxtart som beskrevs av Sereno Watson. Astragalus acutirostris ingår i släktet vedlar, och familjen ärtväxter. Inga underarter finns listade i Catalogue of Life.

## Bildgalleri

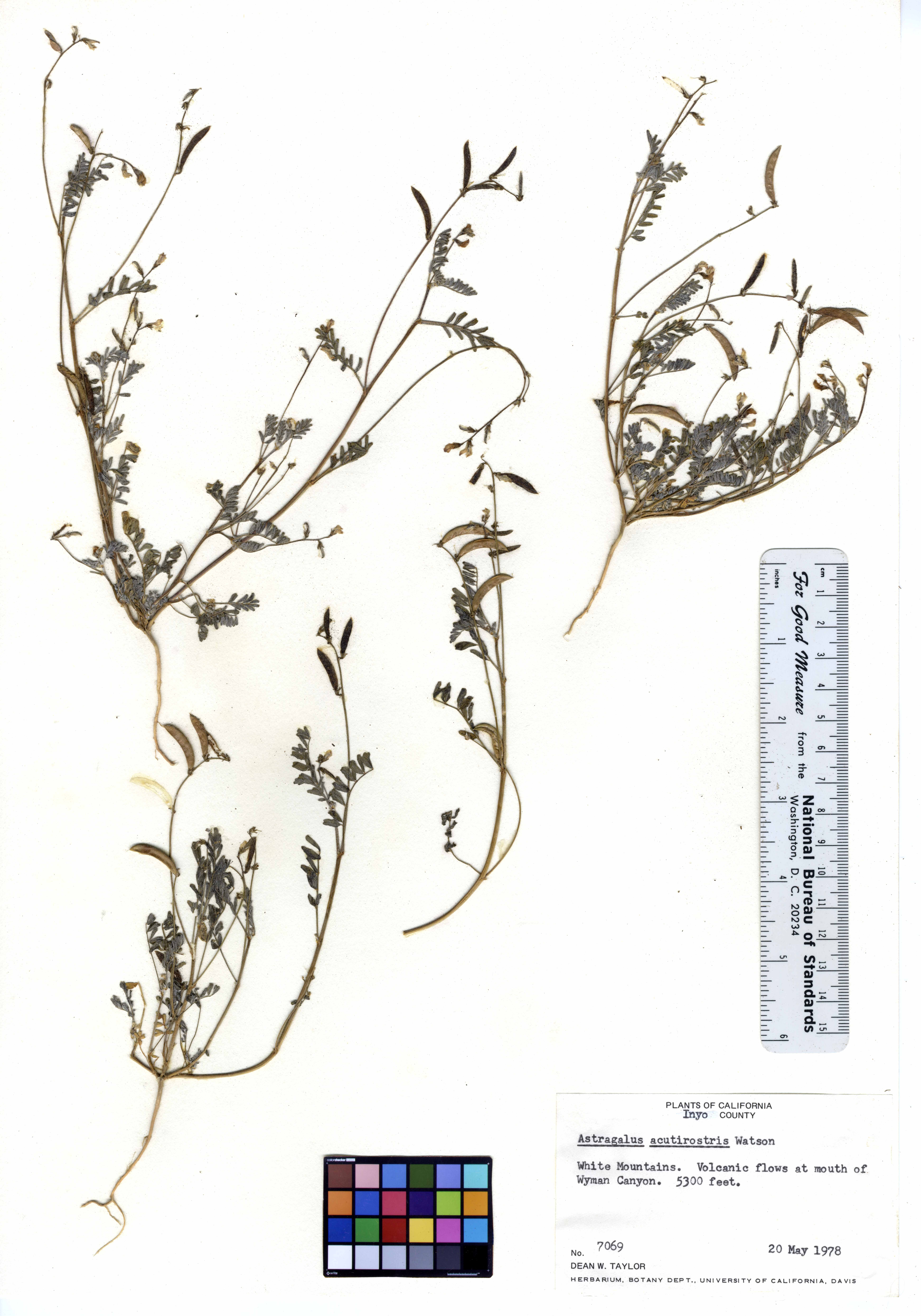